# Dekanat strzałkowski
Dekanat strzałkowski – jeden z 30 dekanatów archidiecezji gnieźnieńskiej. W jego skład wchodzą następujące parafie:

## Parafie
- Brudzewo, parafia pw. św. Marii Magdaleny
- Graboszewo, parafia pw. św. Małgorzaty
- Ostrowo Kościelne, parafia pw. Nawiedzenia Najświętszej Maryi Panny
- Skarboszewo, parafia pw. Świętej Trójcy
- Staw, parafia pw. św. Jadwigi Śląskiej
- Strzałkowo, parafia pw. św. Doroty
- Szemborowo, parafia pw. św. Urszuli